# Nazionale maschile di calcio a 5 dell'Italia
La nazionale di calcio a 5 dell'Italia è, in senso generale, una qualsiasi delle selezioni nazionali di calcio a 5 della FIGC che rappresentano l'Italia a livello internazionale ufficiale; più diffusamente, sebbene impropriamente, ne indica la selezione maggiore maschile, il cui nome ufficiale è altresì Nazionale A. Quest'ultima è considerata come una delle migliori squadre nazionali d'Europa e del mondo: in data febbraio 2020 occupa l'8º posto del ranking mondiale.
Nella sua relativamente breve storia (il primo incontro ufficiale risale al 1984), l'Italia maschile ha vinto due campionati europei nel 2003 e nel 2014 e in altre due occasioni si è classificata al terzo posto di tale torneo (1999 e 2005); vanta inoltre il 2º posto al campionato mondiale 2004, nonché due terzi posti nel 2008 e nel 2012.

## Storia della nazionale

### Trombetta e la vittoria sul Brasile
La storia della nazionale inizia il 10 novembre 1984, quando ad Hengelhoef, frazioncina della città belga di Houthalen-Helchteren, l'Italia batte 4-0 i Paesi Bassi nella sua prima gara ufficiale. Ma in realtà la FIC (Federazione Italiana Calcetto) comincia a muovere i primi passi nel dicembre del 1980 quando si svolsero a Roma i primi incontri. Allora il calcio a 5 era dominato dai circoli romani, dai quali, allora, venivano selezionati tutti i giocatori della nazionale. Il capitano era Marco Franco, del Circolo Belle Arti di Roma, uno dei più forti attaccanti di quel tempo.
Da questo circolo tennistico nel centro di Roma provenivano anche Gianfranco Tosoni, Massimo Franco, Marco Bornigia, Federico Filippini. Dal Tennis Club Parioli proveniva Giampiero Forte. Dal Tennis Eur proveniva Luca Bergamini, riconosciuto come uno dei migliori portieri a quel tempo. Una nazionale tipo di allora era composta: portieri Luca Bergamini e Marco Bornigia; ultimi Gianfranco Tosoni; esterni Giampiero Forte, Federico Filippini, Massimo Franco, Alfredo Filippini; pivot Marco Franco, Roberto Giontella. Le prime partite internazionali si giocarono al Palazzetto dello Sport di Roma contro Brasile, Paesi Bassi, Belgio. Cominciarono, poi, ad inserirsi le esperienze della Spagna e di altri Paesi europei.
E sorse il problema di unificare i regolamenti, le dimensioni dei campi e delle porte, ed il tipo di pallone da utilizzare. Alla guida della squadra azzurra c'è Enzo Trombetta che rimane in sella alla selezione fino al 12 gennaio 1989 quando porta la squadra azzurra al sesto posto del mondiale olandese vinto dal Brasile. Tra i capolavori di quella giovane nazionale spicca la vittoria proprio sul Brasile per 2-1 a Budapest il 18 novembre 1986, che al 2006 rimane l'unica vittoria azzurra contro i verdeoro.

### I due brevi interludi
Sono dapprima l'ex calciatore professionista Carlo Facchin e poi il suo collega Vasco Tagliavini a guidare la nazionale alla ricerca della decisiva affermazione in campo internazionale. Il primo perde l'unica delle nove gare da tecnico all'esordio contro la Spagna per 2-1 ad Ostia il 7 maggio 1990. Tagliavini invece si qualifica per il mondiale di Hong Kong del 1992; la squadra azzurra viene eliminata al primo turno ottenendo l'undicesimo posto finale.

### Il ritorno di Facchin e le prime vittorie
Le redini della squadra nazionale vengono nuovamente affidate a Facchin a cui si chiede in generale un rilancio dell'attività della nazionale, ed il tecnico dopo l'inizio balbettante nel 1994 vince il Mundialito a Milano e l'anno dopo manca il bis, sconfitto in finale a Rio de Janeiro dal Brasile, ma vince il Quattro Nazioni a Genk ed ottiene la qualificazione al mondiale spagnolo dell'anno dopo.
Facchin termina la sua avventura in azzurro con i due appuntamenti cruciali ovvero il Mondiale e l'Europeo sperimentale giocati entrambi nel 1996 in Spagna. All'Europeo è quarta battuta nella finalina dal Belgio, al Mondiale arriva quinta battuta nel secondo girone da Spagna e Russia poi seconde e terze rispettivamente.

### L'era Nuccorini
Nel 1997 Fabrizio Tonelli da poco eletto presidente della Divisione Calcio a 5, chiama alla successione di Facchin il trentatreenne tecnico Alessandro Nuccorini già plurivittorioso con le squadre di club. Nuccorini cerca di portare in nazionale la sua volontà di imporre il proprio gioco sull'avversario ed ottiene subito i primi risultati con il bronzo agli europei di Granada del 1999. L'entusiasmo viene subito smorzato dalla mancata qualificazione ai Mondiali del 2000 programmati in Guatemala, dopo il pareggio in Portogallo per 3-3. A questa si aggiunge il quarto posto degli europei russi del 2001 dove l'Italia ammazza il proprio girone battendo anche i padroni di casa e campioni uscenti, per poi cedere ai rigori all'Ucraina.
Nuccorini ha comunque una possibilità non indifferente di regalare all'Italia il primo vero grande risultato: nel 2003 sono Caserta ed Aversa ad ospitare gli Europei e gli azzurri non falliscono sospinti da un calorosissimo pubblico che supera le ottomila unità in occasione della vittoria nella finale contro l'Ucraina per 1-0 con rete su punizione di Vinícius Bacaro. L'Italia oramai giunta tra le vere grandi squadre nazionali si prende il lusso di giocare anche il Mondiale di Taiwan a livelli altissimi, battendo nei gironi di qualificazione la Spagna ed eliminando in semifinale l'Argentina. La finale però è ad appannaggio degli spagnoli che battono gli azzurri per 2-1. L'Italia comunque ottiene il miglior risultato di sempre ai mondiali.

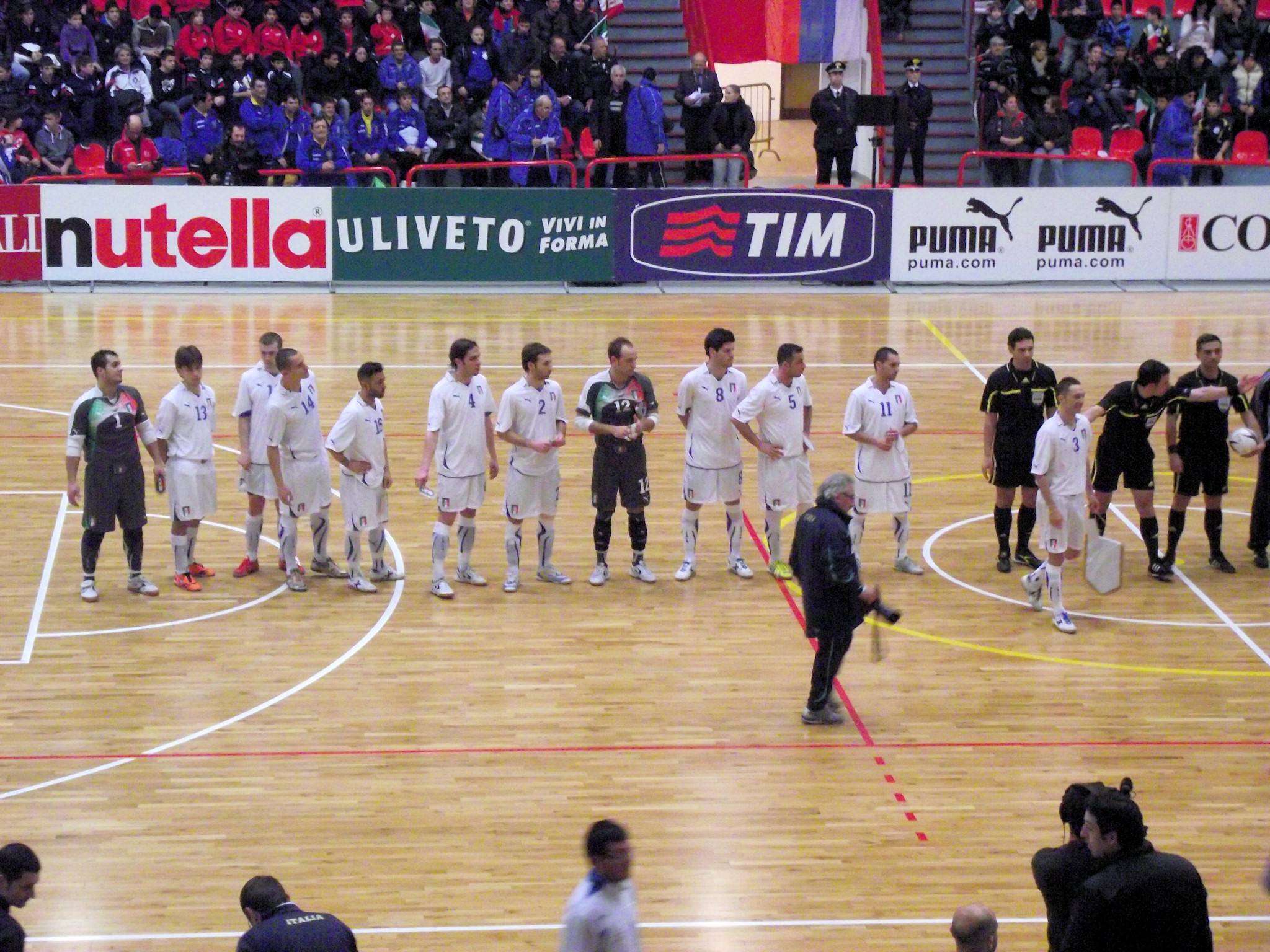
La nazionale italiana, con la seconda maglia bianca, prima dell'amichevole contro la disputata a Carbonia nel gennaio 2011

Agli Europei di Ostrava la squadra di Nuccorini campione in carica si ferma in semifinale superata dalla Russia e chiude terza battendo l'Ucraina. Due anni più tardi la squadra viene sconfitta in finale dalla Spagna per 3-1, lasciando agli iberici il titolo di campione d'Europa.
Per la Coppa del Mondo 2008, ospitata dal Brasile, Nuccorini convoca una rosa composta interamente da calciatori nati in Brasile, cosa che fa infuriare la FIFA. Nonostante ciò la nazionale si piazza al terzo posto ai danni della Russia per 2 a 1, dopo essere stata sconfitta in semifinale dalla Spagna con un autogol di Adriano Foglia nel secondo tempo supplementare.
Il 12 febbraio 2009 si dimette da commissario tecnico della nazionale italiana di calcio a 5 per allenare in seconda il Mantova. Al suo posto, il 4 marzo, viene chiamato Roberto Menichelli. Sulla gestione Nuccorini, ricca di soddisfazioni, cala però l'ombra finale dell'affare Corsini: il giocatore denuncia il suo rientro forzato in Italia dal ritiro pre-mondiale in Brasile 2008 per seri problemi di salute, quando in realtà stava più che bene. Per il pasticcio vengono squalificati Nuccorini fino a maggio 2011, ed il medico sociale Sacco fino al luglio 2010

### Menichelli e la vittoria degli Europei

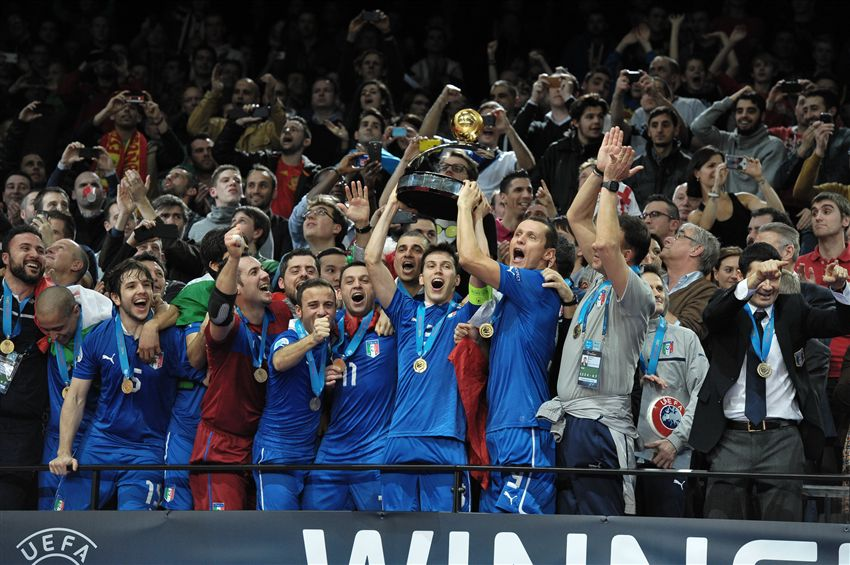
La Nazionale italiana di calcio a 5 festeggia la vittoria dell'UEFA Futsal Championship 2014

Nel 2012 l'Italia conquista due medaglie di bronzo nel giro di nove mesi. Ottiene la prima agli Europei disputati in Croazia dove la Nazionale, dopo aver perso in semifinale contro la Spagna, vince la finalina ai danni dei padroni di casa. La seconda la conquistò ai campionati mondiali in Thailandia battendo nella finale per il terzo posto la Colombia, con una squadra composta da metà italiani e metà oriundi. Sempre al mondiale del 2012 la Nazionale compie una straordinaria rimonta nei quarti di finale contro il Portogallo, da 0-3 a 4-3, ma perde in semifinale contro la Spagna; in quell'occasione vengono premiati anche Stefano Mammarella come miglior portiere e Rodolfo Fortino con la scarpa d'argento.
L'8 febbraio del 2014 l'Italia si laurea Campione d'Europa per la seconda volta battendo in finale la Russia con il risultato di 3-1. La partita è stata giocata allo SportPaleis di Anversa di fronte a 11558 spettatori. A portare in vantaggio l'Italia è il capitano Gabriel Lima; pareggia poi il russo Éder Lima ma la nazionale allunga di nuovo con Murilo Ferreira e Daniel Giasson, che fissano il risultato sul definitivo 3-1.. Dopo la vittoria agli europei, nell'ottobre 2014 la nazionale partecipa alla Continental Cup organizzata in Kuwait, dove viene eliminata in semifinale ai rigori dalla Rep. Ceca.

## Calciatori

### Record individuali
Tabelle aggiornate al 15 aprile 2024.
- Il grassetto indica i giocatori ancora in attività in nazionale.

| # | Giocatore          | Periodo   | Pres. | Reti |
| - | ------------------ | --------- | ----- | ---- |
| 1 | Marco Ercolessi    | 2009-2020 | 137   | 17   |
| 2 | Sergio Romano      | 2009-2020 | 126   | 25   |
| 3 | Alex Merlim        | 2010-oggi | 125   | 48   |
| 4 | Stefano Mammarella | 2008-2022 | 123   | 3    |
| 5 | Fernando Grana     | 1999-2010 | 113   | 63   |
| 6 | Gabriel Lima       | 2009-2018 | 109   | 60   |
| 7 | Adriano Foglia     | 2001-2010 | 101   | 66   |
| 8 | Edgar Bertoni      | 2003-2013 | 100   | 44   |
| 9 | Andrea Rubei       | 1992-2001 | 89    | 97   |
| 9 | Márcio Forte       | 2006-2012 | 89    | 21   |

| #  | Giocatore       | Periodo   | Reti | Pres. | Reti/pr. |
| -- | --------------- | --------- | ---- | ----- | -------- |
| 1  | Andrea Rubei    | 1992-2001 | 97   | 89    | 1,09     |
| 2  | Adriano Foglia  | 2001-2010 | 66   | 101   | 0,65     |
| 3  | Fernando Grana  | 1999-2010 | 63   | 113   | 0,56     |
| 4  | Gabriel Lima    | 2009-2018 | 60   | 109   | 0,55     |
| 5  | Gabriele Caleca | 1996-2001 | 58   | 80    | 0,73     |
| 6  | Rodolfo Fortino | 2010-2018 | 51   | 85    | 0,6      |
| 7  | Alex Merlim     | 2010-oggi | 48   | 125   | 0,38     |
| 8  | Saad Assis      | 2007-2014 | 44   | 82    | 0,54     |
| 8  | Edgar Bertoni   | 2003-2013 | 44   | 100   | 0,44     |
| 10 | Vampeta         | 2008-2014 | 38   | 59    | 0,64     |

### Capitani
Questo elenco comprende i calciatori che per un determinato periodo hanno vestito stabilmente la fascia di capitano.
- 1984-1986 Marco Franco
- 1986-1992 Luca Bergamini
- 1992-1996 ????
- 1996-2004 Salvatore Zaffiro
- 2004-2010 Fernando Grana
- 2010-2012 Márcio Forte
- 2013-2018 Gabriel Lima
- 2019-2020 Marco Ercolessi
- 2021-2022 Stefano Mammarella
- 2022- Carmelo Musumeci

## Commissari tecnici
| Anni      | Nome                  | Part. | Vitt. | Par. | Scon. | Gol f. | Gol s. | M. p. |
| --------- | --------------------- | ----- | ----- | ---- | ----- | ------ | ------ | ----- |
| 1984-1989 | Enzo Trombetta        | 37    | 16    | 4    | 17    | 87     | 87     | 1,41  |
| 1990-1991 | Carlo Facchin         | 9     | 4     | 3    | 2     | 33     | 28     | 1,67  |
| 1991-1992 | Vasco Tagliavini      | 15    | 6     | 1    | 8     | 60     | 51     | 1,27  |
| 1993-1997 | Carlo Facchin         | 53    | 34    | 7    | 12    | 207    | 145    | 2,06  |
| 1997-2009 | Alessandro Nuccorini  | 150   | 108   | 21   | 23    | 614    | 235    | 2,30  |
| 2009-2018 | Roberto Menichelli    | 61    | 46    | 8    | 7     | 241    | 90     | 2,39  |
| 2018-2020 | Alessio Musti         | 14    | 8     | 4    | 2     | 41     | 28     | 2,00  |
| 2020-2024 | Massimiliano Bellarte | 40    | 21    | 7    | 12    | 139    | 103    | 1,75  |

Aggiornata al 15 aprile 2024

## Palmarès
- Campionato d'Europa: 2
Italia 2003, Belgio 2014

## Statistiche e record

### Statistiche dettagliate sulle competizioni
Coppa del Mondo
| Anno   | Luogo         | Piazzamento      | Pd | V  | N | P  | GF  | GS |
| ------ | ------------- | ---------------- | -- | -- | - | -- | --- | -- |
| 1989   | Paesi Bassi   | 2º turno         | 6  | 3  | 0 | 3  | 17  | 16 |
| 1992   | Hong Kong     | 1º turno         | 3  | 1  | 0 | 2  | 15  | 16 |
| 1996   | Spagna        | 2º turno         | 6  | 3  | 1 | 2  | 21  | 13 |
| 2000   | Guatemala     | Non qualificata  | -  | -  | - | -  | -   | -  |
| 2004   | Taipei cinese | 2º posto         | 8  | 6  | 1 | 1  | 29  | 13 |
| 2008   | Brasile       | 3º posto         | 9  | 5  | 1 | 3  | 25  | 18 |
| 2012   | Thailandia    | 3º posto         | 7  | 6  | 0 | 1  | 30  | 13 |
| 2016   | Colombia      | Ottavi di finale | 4  | 3  | 0 | 1  | 14  | 7  |
| 2021   | Lituania      | Non qualificata  | -  | -  | - | -  | -   | -  |
| 2024   | Uzbekistan    | Non qualificata  | -  | -  | - | -  | -   | -  |
| Totale |               | 7/10             | 43 | 27 | 3 | 13 | 151 | 95 |

Campionato europeo
| Anno   | Luogo       | Piazzamento      | Pd | V  | N | P  | GF  | GS |
| ------ | ----------- | ---------------- | -- | -- | - | -- | --- | -- |
| 1996   | Spagna      | 4º posto         | 4  | 1  | 0 | 3  | 10  | 15 |
| 1999   | Spagna      | 3º posto         | 5  | 2  | 2 | 1  | 12  | 9  |
| 2001   | Russia      | 4º posto         | 5  | 3  | 1 | 1  | 18  | 12 |
| 2003   | Italia      | Campione         | 5  | 5  | 0 | 0  | 11  | 3  |
| 2005   | Rep. Ceca   | 3º posto         | 5  | 4  | 0 | 1  | 21  | 9  |
| 2007   | Portogallo  | 2º posto         | 5  | 3  | 1 | 1  | 14  | 4  |
| 2010   | Ungheria    | Quarti di finale | 3  | 2  | 1 | 0  | 11  | 5  |
| 2012   | Croazia     | 3º posto         | 5  | 3  | 1 | 1  | 11  | 6  |
| 2014   | Belgio      | Campione         | 5  | 4  | 0 | 1  | 18  | 8  |
| 2016   | Serbia      | Quarti di finale | 3  | 2  | 0 | 1  | 12  | 5  |
| 2018   | Slovenia    | 1º turno         | 2  | 0  | 1 | 1  | 2   | 3  |
| 2022   | Paesi Bassi | 1º turno         | 3  | 0  | 2 | 1  | 6   | 9  |
| Totale |             | 12/12            | 50 | 29 | 9 | 12 | 146 | 88 |

## Organico

### Rosa attuale
Convocati dal CT Massimiliano Bellarte per le amichevoli contro Turchia, Bosnia ed Erzegovina e Venezuela del 10, 12 e 14 febbraio a Parenzo, per la Futsal Week
| 1  | P  | Lorenzo Pietrangelo | 24 giugno 1995    | 21  | 0  | CAME Treviso     |  |  |
| 12 | P  | Daniele Ducci       | 11 novembre 1998  | 4   | 0  | Olimpus Roma     |  |  |
| 22 | P  | Alessio Gattarelli  | 2 ottobre 2004    | 2   | 0  | Lecco            |  |  |
| -  | P  | Gianluca Parisi     | 11 giugno 1996    | 3   | 0  | Sandro Abate     |  |  |
|    |    |                     |                   |     |    |                  |  |  |
| 4  | D  | Nicolò Pieri        | 21 luglio 2002    | 6   | 0  | Cesena           |  |  |
|    |    |                     |                   |     |    |                  |  |  |
| 2  | L  | Antonio Molaro      | 8 aprile 1998     | 6   | 2  | Petrarca         |  |  |
| 3  | L  | Lorenzo Etzi        | 27 novembre 2002  | 11  | 0  | Sandro Abate     |  |  |
| 6  | L  | Davide Cerantola    | 12 agosto 1999    | 2   | 1  | Altamarca        |  |  |
| 9  | L  | Attilio Arillo      | 29 dicembre 1994  | 21  | 4  | Sandro Abate     |  |  |
| 10 | L  | Alex Merlim         | 15 luglio 1986    | 125 | 48 | Sporting Lisbona |  |  |
| 11 | L  | Gabriel Motta       | 16 agosto 1999    | 33  | 17 | Cartagena        |  |  |
| 14 | L  | Enrico Donin        | 14 dicembre 1998  | 21  | 1  | Mantova          |  |  |
| 18 | L  | Michele Podda       | 13 aprile 2000    | 17  | 0  | Meta Catania     |  |  |
| -  | L  | Matheus Barichello  | 11 settembre 1995 | 0   | 0  | Italservice      |  |  |
|    |    |                     |                   |     |    |                  |  |  |
| 8  | U  | Carmelo Musumeci    | 17 dicembre 1991  | 50  | 16 | Meta Catania     |  |  |
| 20 | U  | Francesco Lo Cicero | 7 luglio 2000     | 13  | 1  | Ecocity Genzano  |  |  |
|    |    |                     |                   |     |    |                  |  |  |
| 7  | PV | Júlio De Oliveira   | 8 giugno 1991     | 51  | 26 | Ecocity Genzano  |  |  |
| 19 | PV | Leonardo Brunelli   | 19 febbraio 1998  | 6   | 4  | Sala Consilina   |  |  |

### Staff tecnico
- Commissario tecnico: Massimiliano Bellarte
- Capo delegazione: Luca Bergamini
- Segretario: Fabrizio Del Principe
- Assistente allenatore: Vanni Pedrini
- Preparatore Atletico : Dario Pompa
- Preparatore Portieri : Luca Chiavaroli
- Videoanalista: Sebastiano Alfio Giuffrida
- Medici: Nicola Pucci e Benedetto Carta
- Fisioterapisti: Diego Falanga e Vittorio Lo Senno
- Addetto stampa: Matteo Santi

### Rose del passato
Coppa del Mondo FIFA
Coppa del Mondo di calcio a 5 FIFA 19891 Luca Bergamini, 2 Paolo Minicucci, 3 Mario Morosini, 4 Gianni Faiola, 5 Franco Albanesi, 6 Andrea Famà, 7 Paolo De Simoni, 8 Alfredo Filippini, 9 Vito Cucco, 10 Raoul Albani, 11 Giovanni Roma, 12 Wolfranco Crescenzi, 13 Alessandro Pomposelli, CT: Enzo Trombetta
Coppa del Mondo di calcio a 5 FIFA 19921 Francesco Fradella, 2 Giancarlo Boncori, 3 Paolo Minicucci, 4 Andrea Famà, 5 Giuseppe Milella, 6 Roberto Menichelli, 7 Massimo Quattrini, 8 Roberto Matranga, 9 Gianluca Cappellato, 10 Agenore Maurizi, 11 Andrea Rubei, 12 Massimo Rinaldi, CT: Vasco Tagliavini
Coppa del Mondo di calcio a 5 FIFA 19961 Francesco Fradella, 2 Massimo Riscino, 3 Salvatore Zaffiro, 4 Ivano Roma, 5 Andrea Bearzi, 6 Andrea Famà, 7 Massimo Quattrini, 8 Alfredo Esposito, 9 Roberto Matranga, 10 Massimiliano Mannino, 11 Gabriele Caleca, 12 Francesco Coppola, CT: Carlo Facchin
Coppa del Mondo di calcio a 5 FIFA 20041 Gianfranco Angelini, 2 Fernando Grana, 3 Anderson Pellegrini, 4 Carlos Montovaneli, 5 Salvatore Zaffiro, 6 Edgar Bertoni, 7 Vinícius Bacaro, 8 André Vicentini, 9 Fabiano Assad, 10 Adriano Foglia, 11 Eduardo Morgado, 12 Alexandre Feller, 13 Sandro Zanetti, 14 Rodrigo Bertoni, 15 Marco Ripesi, CT: Alessandro Nuccorini
Coppa del Mondo di calcio a 5 FIFA 20081 Alexandre Feller, 2 Fernando Grana, 3 Anderson Pellegrini, 4 Jocimar Jubanski, 5 Clayton Baptistella, 6 Edgar Bertoni, 7 Márcio Forte, 8 Saad Assis, 9 Fabiano Assad, 10 Adriano Foglia, 11 Eduardo Morgado, 12 Caio Farinha, 13 Sandro Zanetti, 14 Patrick Nora, 15 Douglas Corsini, CT: Alessandro Nuccorini
Coppa del Mondo di calcio a 5 FIFA 20121 Stefano Mammarella, 2 Marco Ercolessi, 3 Márcio Forte, 4 Sergio Romano, 5 Luca Leggiero, 6 Humberto Honorio, 7 Giuseppe Mentasti, 8 Rodolfo Fortino, 9 Alex Merlim, 10 Vampeta, 11 Saad Assis, 12 Valerio Barigelli, 13 Gabriel Lima, 14 Michele Miarelli, CT: Roberto Menichelli
Coppa del Mondo di calcio a 5 FIFA 20161 Stefano Mammarella, 2 Marco Ercolessi, 3 Gabriel Lima, 4 Sergio Romano, 5 Luca Leggiero, 6 Humberto Honorio, 7 Paolo Cesaroni, 8 Kaká, 9 Rodolfo Fortino, 10 Alex Merlim, 11 Murilo Ferreira, 12 Michele Miarelli, 13 Daniel Giasson, 14 Francesco Molitierno, CT: Roberto Menichelli
Campionato d'Europa UEFA
Campionato europeo di calcio a 5 19961 Francesco Fradella, 2 Davide Mura, 3 Salvatore Zaffiro, 4 Ivano Roma, 5 Gianni Faiola, 6 Andrea Famà, 7 Massimo Quattrini, 8 Alfredo Esposito, 9 Massimo Riscino, 10 Gabriele Caleca, 11 Andrea Bearzi, 12 Massimo Rinaldi, CT: Carlo Facchin
Campionato europeo di calcio a 5 19991 Marco Maresca, 2 Filippo Feliziani, 3 Daverson Franzoi, 4 Ivano Roma, 5 Gianni Faiola, 6 Paolo Minicucci, 7 Massimo Quattrini, 8 Massimiliano Mannino, 9 Mirko Antonazzi, 10 Andrea Rubei, 11 Gabriele Caleca, 12 Marco Ripesi, 13 Tadeu Veronesi, 14 Gianluca Plini, CT: Alessandro Nuccorini
Campionato europeo di calcio a 5 20011 Francesco Fradella, 2 Fernando Grana, 3 Daverson Franzoi, 4 Andrea Bearzi, 5 Salvatore Zaffiro, 6 Adriano Foglia, 7 Massimo Quattrini, 8 André Vicentini, 9 Fábio Previdelli, 10 Andrea Rubei, 11 Gabriele Caleca, 12 Marco Ripesi, 13 Rodrigo Bertoni, 14 Francesco Ceccaroni, CT: Alessandro Nuccorini
Campionato europeo di calcio a 5 20031 Gianfranco Angelini, 2 Fernando Grana, 3 Daverson Franzoi, 4 Carlos Montovaneli, 5 Salvatore Zaffiro, 6 Edgar Bertoni, 7 Vinícius Bacaro, 8 André Vicentini, 9 Luca Ippoliti, 10 Adriano Foglia, 11 Eduardo Morgado, 12 Marco Ripesi, 13 Rodrigo Bertoni, 14 Márcio Moratelli, CT: Alessandro Nuccorini
Campionato europeo di calcio a 5 20051 Alexandre Feller, 2 Fernando Grana, 3 Anderson Pellegrini, 4 Carlos Montovaneli, 5 Jocimar Jubanski, 6 Edgar Bertoni, 7 Vinícius Bacaro, 8 Carlos Scala, 9 Fabiano Assad, 10 Adriano Foglia, 11 Eduardo Morgado, 12 Caio Farinha, 13 Sandro Zanetti, 14 Tadeu Sartori, CT: Alessandro Nuccorini
Campionato europeo di calcio a 5 20071 Alexandre Feller, 2 Fernando Grana, 3 Anderson Pellegrini, 4 Carlos Montovaneli, 5 Jocimar Jubanski, 6 Edgar Bertoni, 7 Vinícius Bacaro, 8 Saad Assis, 9 Fabiano Assad, 10 Adriano Foglia, 11 Eduardo Morgado, 12 Caio Farinha, 13 Sandro Zanetti, 15 Márcio Forte, CT: Alessandro Nuccorini
Campionato europeo di calcio a 5 20101 Alexandre Feller, 2 Marco Ercolessi, 3 Márcio Forte, 4 Sergio Romano, 5 Vincenzo Botta, 7 Vinícius Bacaro, 8 Vinícius Duarte, 9 Clayton Baptistella, 10 Luca Ippoliti, 11 Saad Assis, 12 Stefano Mammarella, 13 Cristian Rizzo, 14 Patrick Nora, 16 Gabriel Lima, CT: Roberto Menichelli
Campionato europeo di calcio a 5 20121 Stefano Mammarella, 2 Marco Ercolessi, 3 Márcio Forte, 4 Sergio Romano, 6 Humberto Honorio, 7 Vampeta, 8 Alessandro Patias, 9 Rodolfo Fortino, 10 Luca Ippoliti, 11 Saad Assis, 12 Valerio Barigelli, 13 Gabriel Lima, 14 Marco Torcivia, 20 Michele Miarelli, CT: Roberto Menichelli
Campionato europeo di calcio a 5 20141 Stefano Mammarella, 2 Marco Ercolessi, 3 Gabriel Lima, 4 Sergio Romano, 5 Luca Leggiero, 6 Humberto Honorio, 7 Massimo De Luca, 8 Vampeta, 9 Rodolfo Fortino, 10 Alex Merlim, 11 Saad Assis, 12 Michele Miarelli, 13 Daniel Giasson, 14 Murilo Ferreira, CT: Roberto Menichelli
Campionato europeo di calcio a 5 20161 Stefano Mammarella, 2 Marco Ercolessi, 3 Gabriel Lima, 4 Sergio Romano, 5 Luca Leggiero, 6 Humberto Honorio, 7 Massimo De Luca, 8 Alessandro Patias, 9 Rodolfo Fortino, 10 Alex Merlim, 11 Mauro Canal, 12 Michele Miarelli, 13 Daniel Giasson, 15 Murilo Ferreira, CT: Roberto Menichelli
Campionato europeo di calcio a 5 20181 Stefano Mammarella, 2 Marco Ercolessi, 3 (Gabriel Lima), 4 Sergio Romano, 5 Rodolfo Fortino, 6 Humberto Honorio, 7 Massimo De Luca, 9 Júlio De Oliveira, 10 Alex Merlim, 11 Cristiano Fusari, 12 Michele Miarelli, 13 Giuliano Fortini, 15 Murilo Ferreira, 17 Nicolò Baron, 18 Fabricio Calderolli, CT: Roberto Menichelli
Campionato europeo di calcio a 5 20221 (Stefano Mammarella), 2 Douglas Nicolodi, 3 Matteo Esposito, 4 Vincenzo Caponigro, 5 Giuliano Fortini, 6 Carmelo Musumeci, 7 Cainan De Matos, 9 Attilio Arillo, 10 Alex Merlim, 11 Guilherme Gaio, 12 Dennis Berthod, 14 Eduardo Alano, 15 (Gabriel Motta), 18 Júlio De Oliveira, 19 Lorenzo Pietrangelo, 20 Guilherme Stringari, CT: Massimiliano Bellarte